# Beat Breu
Beat Breu es un antiguo ciclista suizo, nacido el 23 de octubre de 1957 en Saint-Gall.

## Biografía
Profesional de 1979 a 1995 ganó dos etapas del Tour de Francia 1982, una etapa del Giro de Italia 1981 y dos Vuelta a Suiza. Estaba considerado como uno de los mejores escaladores de la época.
Participó en pruebas de cyclo-cross y en dos ocasiones, en 1988 y 1994, se convirtió en campeón suizo de esta disciplina.

## Palmarés
| 1981 - Vuelta a Suiza, más 2 etapas - Campeonato de Zúrich - 1 etapa del Giro de Italia 1982 - 1 etapa de la Vuelta a Suiza - 2 etapas del Tour de Francia 1984 - 1 etapa de la Vuelta a Suiza | 1987 - 1 etapa del Tour de Romandía 1988 - Campeón de Suiza de ciclocrós - 3.º en el Campeonato Mundial de Ciclocrós 1989 - Vuelta a Suiza, más 1 etapa 1994 - Campeón de Suiza de ciclocrós |

## Resultados en las grandes vueltas
| Carrera         | 1979 | 1980 | 1981 | 1982 | 1983 | 1984 | 1985 | 1986 | 1987 | 1988 | 1989 | 1990 | 1991 | 1992 | 1993 | 1994 | 1995 |
| --------------- | ---- | ---- | ---- | ---- | ---- | ---- | ---- | ---- | ---- | ---- | ---- | ---- | ---- | ---- | ---- | ---- | ---- |
| Giro de Italia  | 23º  | -    | 8º   | -    | -    | 8º   | -    | -    | -    | 11º  | -    | -    | -    | -    | -    | -    | -    |
| Tour de Francia | -    | -    | -    | 6.º  | 22.º | 43.º | 23.º | 74.º | 26.º | -    | 21.º | 42.º | -    | -    | -    | -    | -    |
| Vuelta a España | -    | -    | -    | -    | -    | -    | -    | -    | -    | -    | -    | -    | -    | -    | -    | -    | -    |
| Mundial en Ruta | -    | -    | -    | -    | -    | -    | -    | -    | -    | -    | -    | -    | -    | -    | -    | -    | -    |

-: no participa

Ab.: abandono